# Josef Pekarek
Josef Pekarek (Bad Vöslau, 2 gennaio 1913 – Deutsch-Wagram, 30 giugno 1996) è stato un calciatore tedesco, di ruolo centrocampista.